# Marc Lejeune
Marc Lejeune, né le 17 avril 1961 à Pondrôme, est un homme politique belge, membre du parti Les Engagés (LE).

## Biographie
Marc Lejeune nait le 17 avril 1961 à Pondrôme.
Le 4 février 2025, il devient député fédéral à la Chambre des représentants en remplaçant Maxime Prévot qui devient ministre dans le gouvernement De Wever.